# Viacheslav Ponomariov

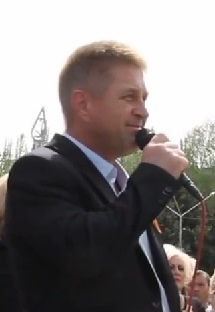
Viacheslav Ponomariov.

Viacheslav Vladímirovich Ponomariov (en ruso: Вячеслав Владимирович Пономарёв, n. Sloviansk, 2 de mayo de 1965) es un veterano de la guerra soviética en Afganistán, y autoproclamado alcalde de la ciudad de Sloviansk en el este de Ucrania. Ha acusado a la alcaldesa de Sloviansk, Nelia Shtepa, de cooperar con el Sector Derecho.
El 19 de abril de 2014, Ponomariov organizó una búsqueda de gente ucraniófona en Sloviansk, solicitando  que  cualquier persona que hablase ucraniano fue reportada a las formaciones separatistas locales.
Sus hombres capturaron al periodista estadounidense Simon Ostrovsky que trabaja para Vice News.